# Sav Breizh
Sav Breizh («Amunt Bretanya») fou un moviment nacionalista bretó sorgit al voltant de la revista fundada el 1969 per Erwan Vallerie, Yann Choucq i Y. Jézéquel, transformada el 1971 en revista d'estudis bimestrals. Vallerie es va fer càrrec de la gestió fins que va desaparèixer el 1975
Creada arran dels disturbis de maig de 1968, es presenta com a progressista encara que Michel Nicolas afirma en la seva història del moviment bretó que el seu esquerranisme és circumstancial per a ocultar la mala gestió d'un grup de dreta nacionalista que vegetà dos anys abans de transformar-se en grup d'estudis. L'objectiu en els primers números de la revista era refundar el combat identitari bretó i posar la nació bretona com a objecte d'història. Aquest grup va aplegar joves militants del Moviment per l'Organització de Bretanya que refusaren unir-se a la Unió Democràtica Bretona.
La revista publicà 35 numéros de 1969 a 1975 i va mantenir una certa influència sobre el moviment bretó dels anys 1970. Yves Daoudal, periodista a Présent, començà a Sav Breizh. Xavier Grall participà en la revista Sav Breizh a partir de 1971, revista que considerava els atemptats com a la constituent «la resposta normal, fins i tot necessària, d'a un poble desposseït i explotat. ». Philippe Le Solliec participà en la revista a començament dels anys 70, i treballà en la mediatització del procés contra el Front d'Alliberament de Bretanya el 1972.